# Ópaks vasútállomás
A már megszűnt Ópaks vasútállomás a Pusztaszabolcs–Paks-vasútvonal eredeti déli végállomása volt Pakson a Paksi Atomerőmű építése előtt, amikor is a vasútvonalat dél felé meghosszabbították az Erőműig. Eredetileg ez volt Paks vasútállomása, a vonalhosszabbítás után kapta jelenlegi nevét.

## Elhelyezkedése
Az állomás közvetlenül a 6-os főút Dunakömlőd és Paks közti szakasza mellett, annak keleti oldalán helyezkedik el; lakott helyektől kissé távol, az óvárosi városrész belterületének északi peremén, a városközponttól 3 kilométerre északra. Tőle nem messze keletre a Duna folyik, vele szemben, a főút túlsó, nyugati oldalán pedig az egykori városi téglagyár romjai találhatók, mely üzem a vasút itteni vonalszakaszának bezárása előtt az állomás egyik fő üzleti partnere volt. Az állomást kiszolgáló buszmegálló ma is a Paks, téglagyár nevet viseli.

## Múzeum (1985–2000)
A jól megközelíthető állomást a vonalhosszabbítás után a MÁV egy kis vasúti múzeum megalapítása céljából felújította, beleértve a fűtőházat, a vízdarut és az állomásépületet. A vágányok többségét csonkavágánnyá építették át, ahol vasúti járműveket állítottak ki. Pécsről került ide múzeum pályafenntartási gyűjteménye. Bőszénfa megállóhely épületét is onnan hozták át. A kétszintes állomásépületben is kiállítást rendeztek be, vitrinekben dokumentumok voltak olvashatók. A múzeumot 1996-ot követően bérlő kezelte, amely eleinte az 1995-re tervezett Bécs-Budapest Világkiállítás (Expo '96) turistáira alapozta a múzeum fejlesztési terveit. A közös világkiállítás azonban elmaradt, emiatt 1996-ot követően a múzeum hanyatlásnak indult. Az elhanyagolt környezet idővel elriasztotta a látogatókat, így sorsa megpecsételődött. Az illetékesek a gyűjtemény Zuglóba, a megszűnt és a lényegesen nagyobb és kulturáltabb helyet biztosítani tudó egykori Hámán Kató Fűtőházban 2000-ben megnyitott Magyar Vasúttörténeti Park-ba költöztetéséről döntöttek. Azóta az állomás üresen áll. 2009 óta pedig már csak tehervonatok haladnak el mellette.

## Kapcsolódó állomások
A vasútállomáshoz az alábbi állomások vannak a legközelebb:
- Paks-Dunapart megállóhely (Paks vasútállomás, Pusztaszabolcs–Paks-vasútvonal)
- Dunakömlőd megállóhely (Pusztaszabolcs vasútállomás, Pusztaszabolcs–Paks-vasútvonal)

## Vasútvonalak
Az állomást az alábbi vasútvonalak érintik:
- Pusztaszabolcs–Paks-vasútvonal